# 多治比清貞
多治比 清貞（たじひ の きよさだ）は、平安時代初期の貴族・漢詩人。姓は多治比真人のち丹墀真人。官位は従四位下・伊勢守。

## 経歴
播磨権少掾などを経て、弘仁11年（820年）従五位下に叙爵。
淳和朝末の天長10年（833年）正月に従五位上に昇叙されると、同年3月の仁明天皇即位後まもなく右少弁に、5月には左少弁に任ぜられる。しかし、翌承和元年（834年）伊勢守に任ぜられ地方官に転じる。伊勢守を務める間に、承和3年（836年）正五位下、承和5年（838年）従四位下と順調に昇進した。承和6年（839年）正月23日卒去。最終官位は伊勢守従四位下。
漢詩人として『凌雲集』に2首、『文華秀麗集』に1首の漢詩作品が採録されている。

## 官歴
注記のないものは『六国史』による。
- 時期不詳：従八位上
- 弘仁5年（814年） 日付不詳：播磨権少掾[1]
- 時期不詳：正六位上
- 弘仁11年（820年） 正月7日：従五位下
- 天長10年（833年） 正月7日：従五位上。2月13日：多治比真人姓から丹墀真人姓に改姓[2]。3月13日：右少弁。5月1日：左少弁
- 承和元年（834年） 正月12日：伊勢守
- 承和3年（836年） 正月7日：正五位下
- 承和5年（838年） 正月7日：従四位下
- 承和6年（839年） 正月23日：卒去（伊勢守従四位下）